# Ramón Jiménez Gaona
Ramón Jiménez Gaona Arellano (n. 10 de septiembre de 1969) es un economista y exlanzador de disco paraguayo. Fue ministro de Obras Públicas y Comunicaciones durante el mandato del presidente Horacio Cartes desde el 15 de agosto de 2013 hasta el 15 de agosto de 2018.

## Trayectoria

### Carrera deportiva
Jiménez Gaona representó a su país como lanzador de disco en tres Juegos Olímpicos consecutivos (1988, 1992 y 1996). Además, obtuvo dos veces el título en los Juegos Sudamericanos (1993 y 1997).

### Logros
| Año                       | Competencia                          | Encuentro                 | Posición                  | Récord                    |
| Representante de Paraguay | Representante de Paraguay            | Representante de Paraguay | Representante de Paraguay | Representante de Paraguay |
| ------------------------- | ------------------------------------ | ------------------------- | ------------------------- | ------------------------- |
| 1988                      | Juegos Olímpicos de Seúl 1988        | Seúl, Corea del Sur       | 24.º                      | 50,90 m                   |
| 1992                      | Juegos Olímpicos de Barcelona 1992   | Barcelona, España         | 16.º                      | 59,78 m                   |
| 1993                      | Campeonato Sudamericano de Atletismo | Lima, Perú                | 1.º                       | 59,46 m                   |
| 1996                      | Juegos Olímpicos de Atlanta 1996     | Atlanta, Georgia          | 16.º                      | 61,36 m                   |
| 1997                      | Campeonato Sudamericano de Atletismo | Mar del Plata, Argentina  | 1.º                       | 57,32 m                   |

El 18 de diciembre de 1997, el gobierno del presidente Juan Carlos Wasmosy le confirió la condecoración de la Orden Nacional del Mérito en el grado de Comendador, en reconocimiento a sus méritos personales y a los significativos servicios que prestó a la República como atleta olímpico.

## Formación académica
Es bachiller de Ciencias y Letras del Colegio San José de Asunción. Cursó la carrera de Economía en la Universidad de California en Berkeley, en Berkeley, California (EE. UU.), además de una maestría en Desarrollo Económico del Programa del Centro de Estudios Latinoamericanos en la misma universidad.
Es fundador y presidente ejecutivo de BRICAPAR SAE, la única empresa industrial maderera de Paraguay con Certificación Internacional de Manejo forestal Sustentable como industria en la cadena de custodia de la organización Forest Stewardship Councul (FSC).

## Política
El 15 de agosto de 2013, el presidente Horacio Cartes nombró a Jiménez Gaona en el cargo de ministro del Ministerio de Obras Públicas y Comunicaciones (MOPC).

## Controversia
En enero de 2019, el senador Salyn Buzarquis presentó formalmente una denuncia ante la Fiscalía contra Jiménez Gaona por estafa en el proyecto metrobús, dicho proyecto no resultó y no se hizo rendición de cuentas de los más de USD 50 millones invertidos, y todas las adjudicaciones y ejecuciones de la obra se realizaron durante el gobierno de Horacio Cartes y la gestión de Jiménez Gaona como ministro de Obras Públicas y Comunicaciones. El 10 de abril de 2023, la fiscal Estefanía González formuló una imputación en contra de Ramón Jiménez Gaona por lesión de confianza en el marco del fallido proyecto metrobús.